# Neoscona adianta
Espèce
Neoscona adianta est une espèce d'araignées aranéomorphes de la famille des Araneidae.

## Répartition et habitat
Cette espèce se rencontre en Europe (à l'exception du Nord), dans le bassin méditerranéen et dans le Nord de l'Asie. Elle colonise des milieux ouverts et ensoleillés : prairies, landes, dunes. Sa toile est tissée dans la végétation basse.

## Liste des sous-espèces
Selon GBIF (7 décembre 2023) :
- Neoscona adianta adianta (Walckenaer, 1802)
- Neoscona adianta persecta (Schenkel, 1936)

## Description

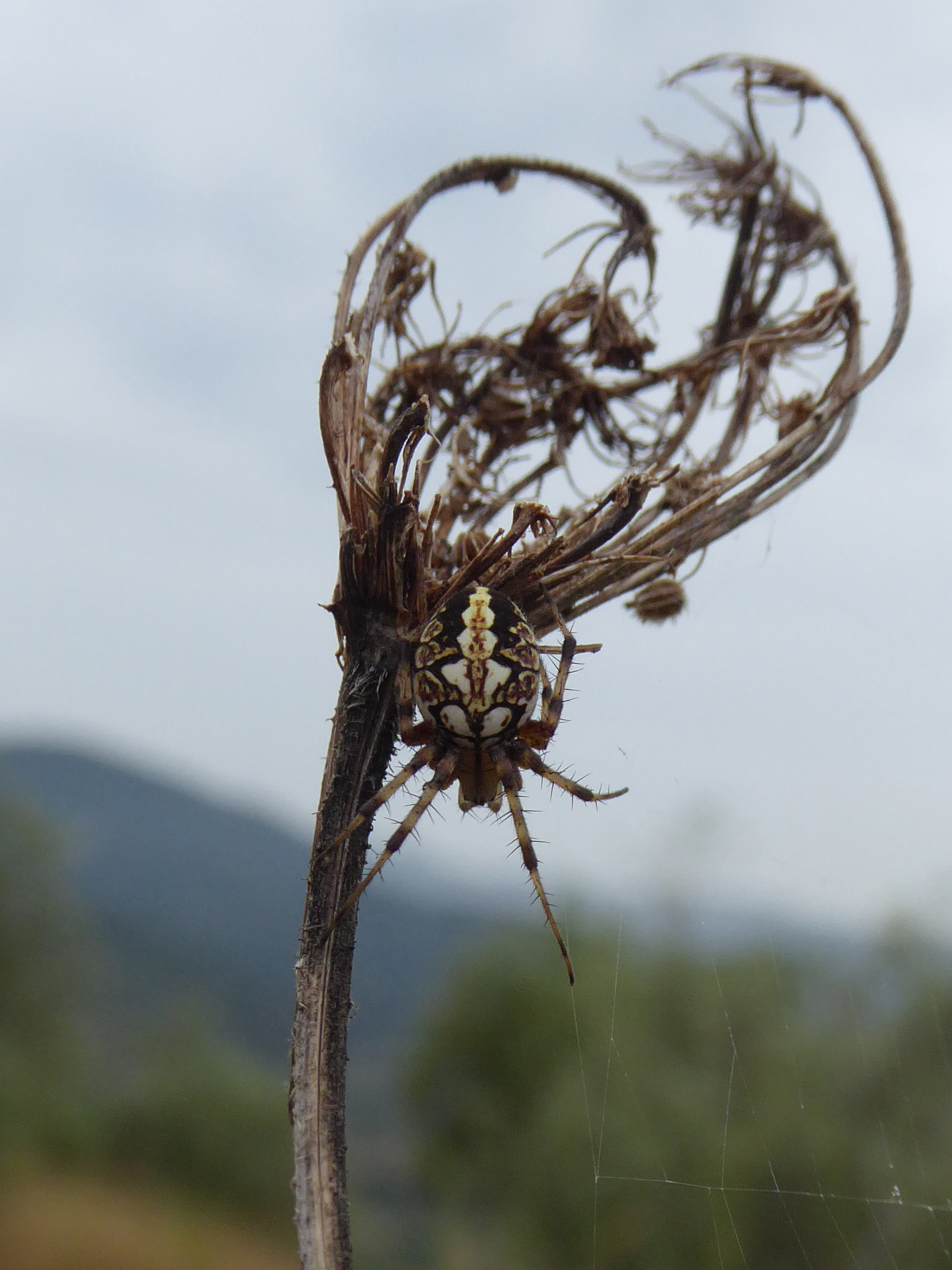
Neoscona adianta.

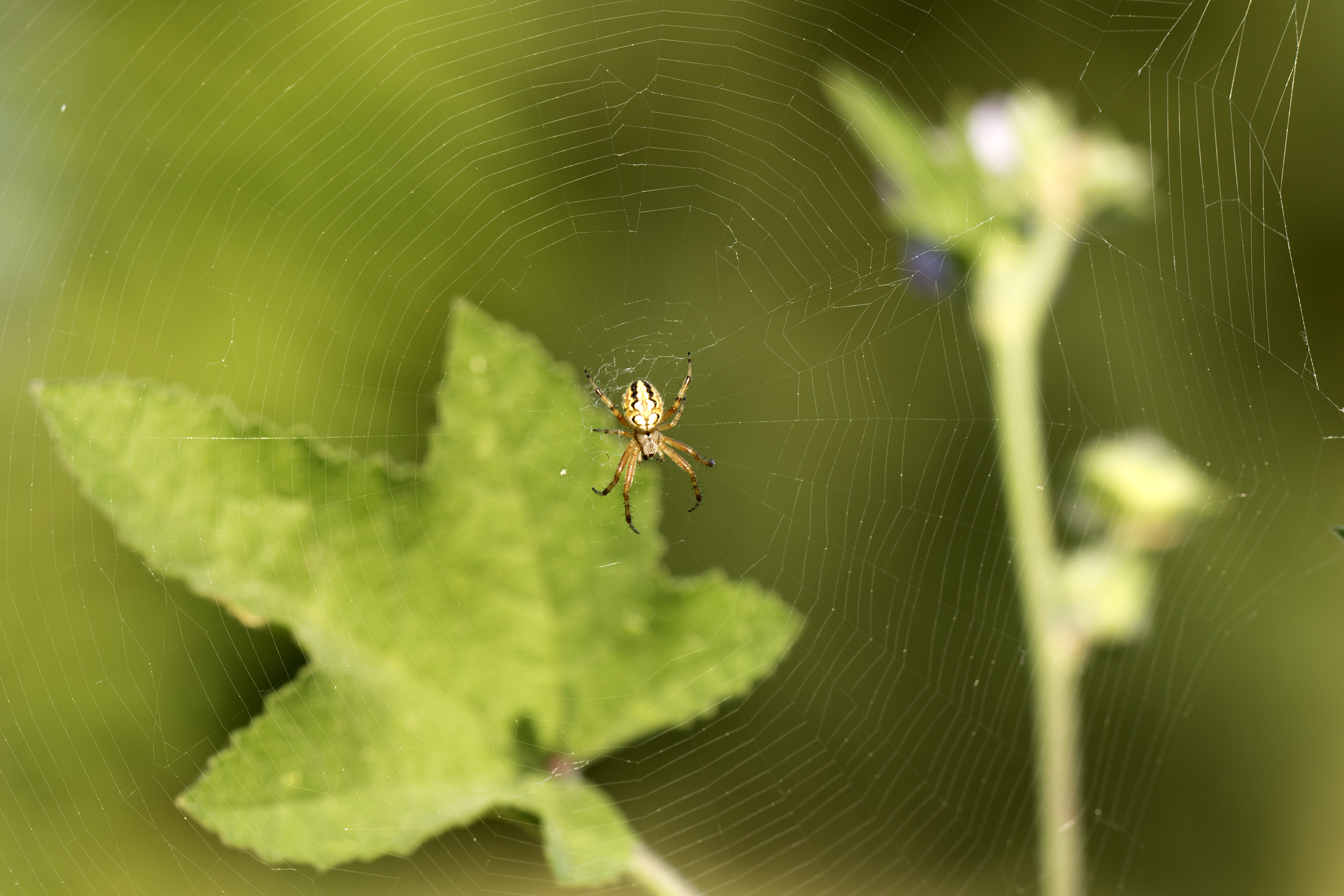
Neoscona adianta sur sa toile.

Le mâle mesure entre 5 et 7 mm, la femelle entre 6 et 10 mm. Chez ces Épeires, le dos de l’abdomen présente un dessin sinueux constitué de deux séries de larges taches blanches. Le céphalothorax est clair avec une bande médiane sombre et deux autres latérales. Il y a trois espèces en France dans le genre, les deux autres sont plutôt méridionales, les pièces génitales sont indispensables pour différencier N. adianta de N. byzanthina. On pourrait également confondre cette espèce avec celles du genre Aculepeira, notamment A. ceropegia que l’on trouve aussi en plaine. Mais dans le genre Aculepeira les taches blanches abdominales sont réunies et la taille est supérieure.

## Éthologie
Sa toile est assez petite, parfois avec un centre encombré de soie. Elle chasse le jour, souvent abritée dans une retraite en forme de dôme qu’elle tisse à proximité de la toile. Le piège est tissé assez près du sol, entre les touffes de végétation.

## Reproduction
Les mâles sont observés de mai à août, les femelles plus tardivement de juin à octobre. Le cycle est annuel. Le cocon, très allongé, est suspendu par la femelle dans sa retraite. La ponte passe l'hiver et les jeunes ne sortent du cocon qu’en avril-mai, ce qui laisse présager une diapause embryonnaire.

## Systématique et taxonomie
Cette espèce a été décrite en 1802 sous le protonyme Aranea adianta par Charles Athanase Walckenaer. Elle a été placée dans le genre Neoscona par Oliger en 1981.
Neoscona adianta a pour synonymes :
- Aranea adianta Walckenaer, 1802
- Aranea doenitzi Strand, 1907
- Araneus adiantus (Walckenaer, 1802)
- Epeira adianta Walckenaer, 1805
- Epeira mimula L.Koch, 1882
- Epeira segmentata Sundevall, 1833
- Epeira triangulata Franganillo, 1913
- Meta doenitzi Bösenberg & Strand, 1906
- Miranda pictilis C.L.Koch, 1837
- Neoscona doenitzi (Bösenberg & Strand, 1906)
- Neoscona triangulatus Franganillo, 1913

## Publication originale
- C. A. Walckenaer, Faune parisienne, insectes, ou, Histoire abrégée des insectes des environs de Paris : classés d'après le système de Fabricius ; précédée d'un discours sur les insectes en général, pour servir d'introduction à l'étude de l'entomologie, t. 2, Paris, Dentu, 1802, 438 p. (lire en ligne), p. 199-200.